# Condado de Evans
O Condado de Evans é um dos 159 condados do Estado americano de Geórgia. A sede do condado é Claxton, e sua maior cidade é Claxton. O condado possui uma área de 484 km², uma população de 10 495 habitantes, e uma densidade populacional de 22 hab/km² (segundo o censo nacional de 2000). O condado foi fundado em 11 de agosto de 1914.